# 何塞·安东尼奥·普里莫·德里维拉
何塞·安东尼奥·普里莫·德里维拉，第三代埃斯特利亚侯爵（西班牙語：José Antonio Primo de Rivera y Sáenz de Heredia, iii marqués de Estella，1903年4月24日—1936年11月20日）是一位西班牙极右翼政治家，米格尔·普里莫·德里维拉侯爵的長子，也是西班牙长枪党和长枪主义的創始人。
1923年，其父米格尔·普里莫·德里维拉侯爵靠政變上臺，擔任首相。
1931年，國王阿方索十三世退位，西班牙第二共和國建立。1935年何塞當選議員。1936年西班牙大選中，长枪党仅获0.07%的选票，西班牙人民陣線执政。3月，他因被控非法持有枪支而被逮捕，此间他在狱中仍能与佛朗哥势力的线人保持秘密沟通。7月佛朗哥派在摩洛哥发动军事政变，他表态支持。10月他被控两项策划武力推翻共和国政权的死罪，在自我辩护后，他于11月被人民法庭判处死刑，在这之前人民法庭中参与审判的三名职业法官提议减为终身监禁，而共和国政府中共和左翼的两名部长也投票反对死刑，但仍遭到多数驳回，判决下达后2日，他被處決。
佛朗哥政权建立后将他称為烈士进行宣传，其方式之一是著名的口号，1948年他被追贈為普里莫·德里维拉公爵。

## 外部連結
- Recent book by Ángel Luis Sánchez Marín（页面存档备份，存于）
- Recent article about his thought in the context of the times（页面存档备份，存于）。